# Luzonargiolestes baltazarae
Luzonargiolestes baltazarae is een libellensoort uit de familie van de Argiolestidae, onderorde juffers (Zygoptera).
De wetenschappelijke naam van de soort is voor het eerst geldig gepubliceerd in 2001 als Argiolestes baltazarae door Gapud & Recuenco-Adorada.